# Salpingotus michaelis
Salpingotus michaelis — вид гризунів родини Dipodidae. Середня довжина голови і тіла дорослих особин становить лише 4,3 см, а хвіст — 8 см. Дорослі самиці важать 3,2 г. Наразі вважається ендеміком Пакистану. У Книзі рекордів Гіннеса 1999 року він був занесений як найменший гризун у світі разом із північною карликовою мишею.

## Екологія
Ці нічні тушканчики пересуваються серед сухої пустелі довгими стрибками, балансуючи хвостом. Вони живуть у норах, зазвичай викопаних під невеликими кущами. Вони харчуються рознесеним вітром насінням, соковитим листям пристосованої до пустелі рослинності та різними мертвими тваринами, такими як інші гризуни та ящірки; їжа підноситься до рота руками. Коли рослини висихають, їх часто залишають викопувати коріння пустельних рослин і ласувати ними. Вони всеїдні. Вони піддаються добовому ритму фізіологічного спокою, коли їхні тілесні функції, включаючи дихання та кровообіг, різко сповільнюються. Це відоме як факультативна гіпотермія і дозволяє виду виживати на дієті з низькою харчовою цінністю. Від двох до чотирьох молодих, сліпих і голих при народженні, народжуються у весняно-літні місяці. Зазвичай утворюється не більше двох виводків на рік.

## Хижаки
Природними хижаками тушканчика є гадюка листоноса (Eristocophis mcmahoni), закаспійський варан (Varanus caspius), піщана кішка (Felis margarita).